# Rhacophorus moltrechti
Rhacophorus moltrechti е вид земноводно от семейство Rhacophoridae.

## Разпространение
Видът е разпространен в Провинции в КНР и Тайван.